# Contea di Webster (Kentucky)
La contea di Webster in inglese Webster County è una contea dello Stato del Kentucky, negli Stati Uniti. La popolazione al censimento del 2000 era di 14 120 abitanti. Il capoluogo di contea è Dixon e la città più popolosa è Providence.